# اللبنانيون في أستراليا
يشير مصطلح الأستراليون اللبنانيون إلى المواطنين أو المقيمين الدائمين في أستراليا من أصل لبناني. السكان متنوعون، مع وجود مسيحي كبير، ومعظمهم من الكاثوليك الموارنة، إلى جانب مجموعة كبيرة من المسلمين من المذهب السني للإسلام.

## تعدادهم
هناك 181,175 أسترالي يعتبرون أنفسهم من جذور لبنانية إما بالخالص أو بالتشارك مع جنسية أخرى. بحسب إحصائية 2006، هناك 86,599 أسترالي لبناني ولدوا في أستراليا. أكثر من 72.8% من الأستراليين اللبنانيين يعيشون في سدني ويشكلون 2.3% من سكان المدينة. في عام 1947، وصل عدد المواليد اللبنانيين في أستراليا إلى 1886 مولود بمعظمهم مسيحيين. 
عقب الحرب الأهلية التي اندلعت عام 1975، وصل 20,000 لبناني كلاجئين إلى أستراليا. وبقيت أعدادهم تزداد حتى أواخر القرن العشرين.
53% من اللبنانيون الذين ولدوا في لبنان ويعيشون في أستراليا هم مسيحيون ويشكلون الأغلبية، بينما المسلمين يمثلون 40% مما يجعلهم أقلية ظاهرة. ويوجد في أستراليا لبنانيون من جميع طوائفه.

## تاريخهم

أرقام الهجرة اللبنانية إلى أسترايا من 1990 وحتى 2010

أتى المهاجرون من المناطق التي تعرف اليوم بلبنان منذ قرنين. رسميا أول مهاجر لبناني لأستراليا هو مسعود النشبي الفخري من بشري الذي رست به الباخرة عن طريق الخطأ في أديليد سنة 1854 بعدما كان قاصدا التوجه للولايات المتحدة. 
أول مهاجر لبناني درزي إلى أستراليا هو يوسف النجار من قرية بيت ميري وقد وصل إلى أديليد في 1875 وعمل بالزراعة.
في أواخر القرن التاسع عشر، إزداد عدد المهاجرين من مناطق لبنان بسسب الاضطهاد العثماني، الحروب المتعددة في المنطقة والوضع الاقتصادي السيء. خلال فترة الحربين العالمتين، وبحسب قانون الأسترالي الأبيض، اعبر اللبنانيون حلفاء الأعداء لأنهم من منطقة غربي أسيا وبالتالي، لم يعتبروا بيض. ففي عام 1897، أتهم اللبنانيون بالغش والاحتيال. وقبل عام 1918، اعتبروا أتراك على أساس أن الدولة العثمانية كانت تسيطر عل مناطق لبنان. وبعد حكم الفرنسيين، اعتبر اللبنانيون سوريين بسبب جكم الفرنسيين للمنطقتين. وعند انفصال لبنان عن سورية، بدأت جهات الهجرة ألسترالية بتصنيفهم كلبنانيين.

## وصلات خارجية
- جمعية فيكتوريا التاريخية اللبنانية الأسترالية
- التجمع المسيحي اللبناني الأوسترالي
- كنيسة القديس شربل، سيدني، أستراليا